# Криніцьке
Криніцьке (пол. Krynickie) — село в Польщі, у гміні Заблудів Білостоцького повіту Підляського воєводства.
Населення — 235 осіб (2011).
У 1975-1998 роках село належало до Білостоцького воєводства.

## Демографія
Демографічна структура станом на 31 березня 2011 року:
|          | Загалом | Допрацездатний вік | Працездатний вік | Постпрацездатний вік |
| -------- | ------- | ------------------ | ---------------- | -------------------- |
| Чоловіки | 126     | 19                 | 87               | 20                   |
| Жінки    | 109     | 21                 | 55               | 33                   |
| Разом    | 235     | 40                 | 142              | 53                   |